# Thorr's Hammer
Thorr's Hammer fue una banda estadounidense-noruega de Death/doom.  

## Historia
La banda fue formada en Ballard, en Seattle, por Greg Anderson y Stephen O'Malley durante el invierno 1994-1995. Poco después, Runhild Gammelsæter, por aquel entonces una estudiante de intercambio noruega de 17 años de se unió a la banda como vocalista/letrista. La banda llegó a su formación definitiva cuando Jamie Sykes y James Hale se unieron. La banda estuvo activa solamente durante seis semanas, en las cuales tocaron en dos conciertos y grabaron una demo y un EP titulado Dommedagsnatt. En 1997 la canción Troll, incluida en Dommedagsnatt, fue lanzada en The Awakening - Females in Extreme Music, una compilación de la discográfica Dwell. La banda se disolvió después del regreso de Gammelsæter a Oslo, capital de Noruega. La banda Burning Witch se formó a partir de las cenizas de Thorr's Hammer. Gammelséter actualmente toca en la banda Khlyst junto con James Plotkin y Tim Wyskida.
Thorr's Hammer se reunió en 2009 para tocar en el Supersonic Festival en Birmingham (Inglaterra) y de nuevo en 2010 en el Roadburn Festival en Tilburgo (Países Bajos). En una entrevista con la revista Rock-A-Rolla, Runhild Gammelsæter dijo que la banda "podría hacer algo de música nueva" en el futuro.

## Miembros
- Runhild Gammelsæter - voz y letras
- Greg Anderson - guitarra eléctrica
- Stephen O'Malley - guitarra eléctrica
- James Hale - bajo (reemplazado por Guy Pinhas en los shows de reunión de 2009 y 2010)
- Jamie Sykes - batería

## Discografía

### Demos y EP
- 1995: Sannhet i Blodet (Demo)
- 1996: Dommedagsnatt (EP)

### Apariciones
- 1997: The Awakening - Females in Extreme Music